# François Boher
Pour les articles homonymes, voir Boher.
François Boher, né à Villefranche-de-Conflent (Roussillon) le 12 mars 1769 et mort à Perpignan (Pyrénées-Orientales) le 8 avril 1825, est un sculpteur, peintre et écrivain français.

## Biographie
La vie de François Boher est aventureuse. Au retour d'un voyage d'études à Barcelone, dans sa jeunesse, une tempête le jette sur la côte italienne ; il en profite pour visiter la péninsule. En 1811 à Paris, il rencontre Jacques-Louis David et Anne-Louis Girodet, relations tôt rompues par le caractère ombrageux de l'artiste. Il publie différents ouvrages sur les beaux-arts.
On connaît de François Boher quatre tableaux, dont il laisse la description, représentant les principales époques de la vie des saints Abdon et Sennen, patrons de la ville d'Arles. Il peint le tableau de La Cène et sculpte une Vierge de l'assomption pour l'église de Notre-Dame-de-la-Real à Perpignan. Il exécute des statues pour les églises de Perpignan, un Christ et un Ressuscité pour Saint-Laurent-de-Cerdans et pour Arles-sur-Tech.
Les moulages du masque, des mains et d'un pied d'un Saint Mathieu sont conservés au musée Hyacinthe-Rigaud à Perpignan.
Il est inhumé au cimetière Saint-Martin à Perpignan.

## Publications
- Description de quatre tableaux représentant quatre époques de la vie des saints Abdon et Sennen, patrons d'Arles en Roussillon, Perpignan : impr. de J. Alzine, 1816.
- Lettre de M. Boher, peintre et statuaire, Perpignan : impr. de J. Alzine, [1819].
- Leçons de l'école gratuite de Dessin et d'Architecture de la ville de Perpignan I, Perpignan : impr. de J. Alzine, 1819-1822.
- Satire V, composée à la fin du mois de juillet 1819… Fragment de ma satire IV, Narbonne : impr. de F. Caillard, s.a.
- Satire VII, composée au commencement du mois d'août 1819. Fragment de ma seconde satire, composée, Toulouse : impr. de J.-M. Douladoure, s.a.
- Les Arts vengés, réponse à la XXIIIe ode de Le Brun, Perpignan : impr. de J. Alzine, 1820.
- Dialogue entre la Peinture et la Sculpture, Perpignan : impr. de J. Alzine, 1821.
- Réponse au Mémoire de M. Emeric-David, tome second, Narbonne, 1822.
- Épître XVII. À Michel-Ange et à Raphaël… (Mars 1822), Toulouse : impr. de J.-M. Douladoure, s.a.
- Épître XIX. Poème élégiaque du 10 novembre 1822… aux parens et aux amis d'Antoine Cano, Perpignan : impr. de J. Alzine, 1822.
- Épître XVIII. À l'illustre statuaire Canova… à Rome. La lettre de ce grand artiste, Perpignan : J. Alzine, 1822.
- Poésies de François Boher, satires 1re livraison, Perpignan : impr. de J. Alzine, 1822.
- Poésies de François Boher, … essais sur l'ode, Perpignan : J. Alzine, 1823.
- Poésies de François Boher, … Ode Ve... 21 juillet 1823, Toulouse : impr. de Bellegarrigue, s.a.
- Poésies de François Boher, … Odes. Troisième livraison, Narbonne : F. Caillard, 1825.
- Ouvrages sur le beau idéal, sur le beau sublime, dans l'art du peintre et du statuaire.